# 圣玛尔定堂 (昂热)

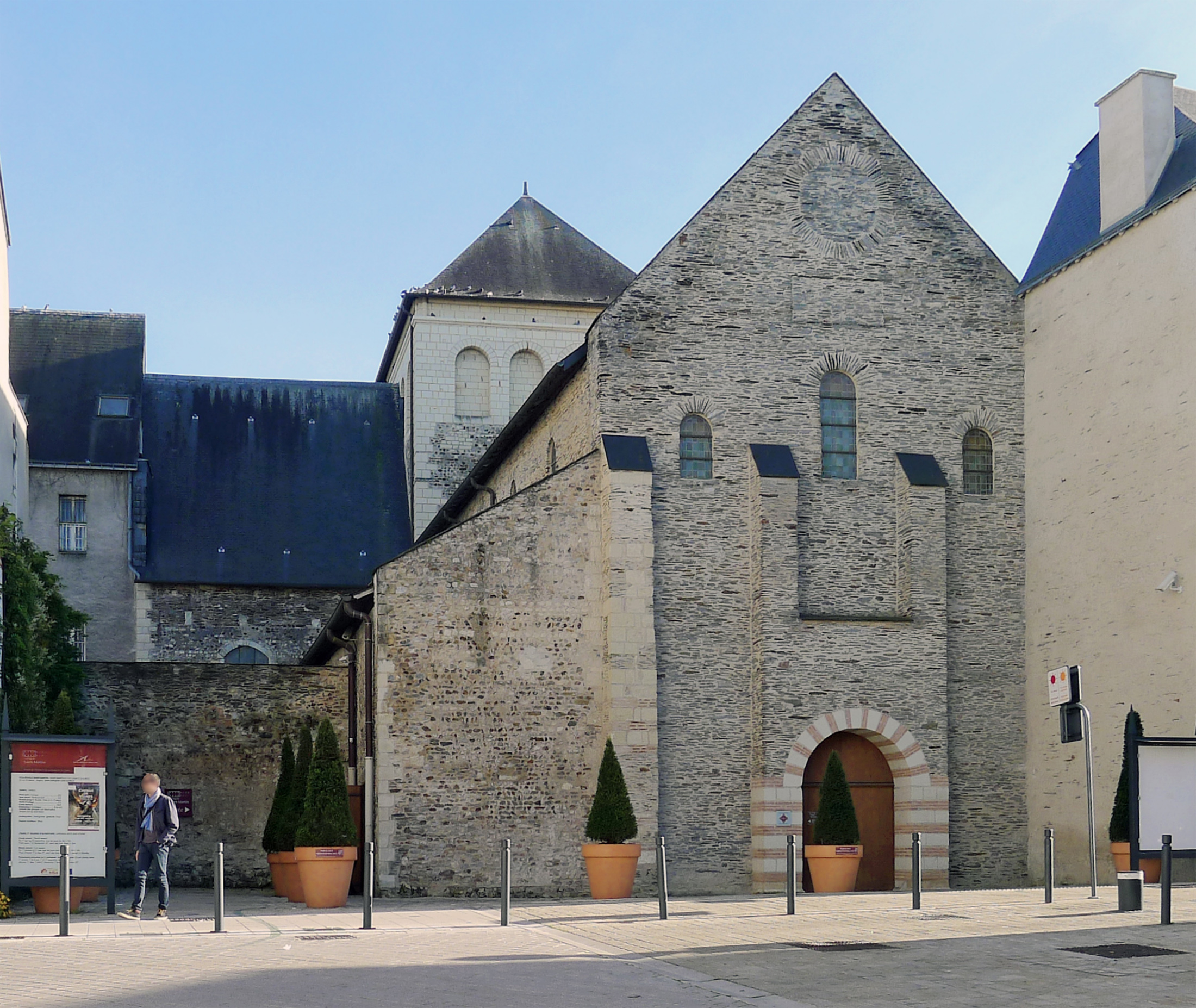
圣玛尔定堂

圣玛尔定堂（法語：Collégiale Saint-Martin）是法国昂热市中心的一座古老教堂，始建于公元4-5世纪，是法国保存最完好的加洛林王朝古迹之一。

平面

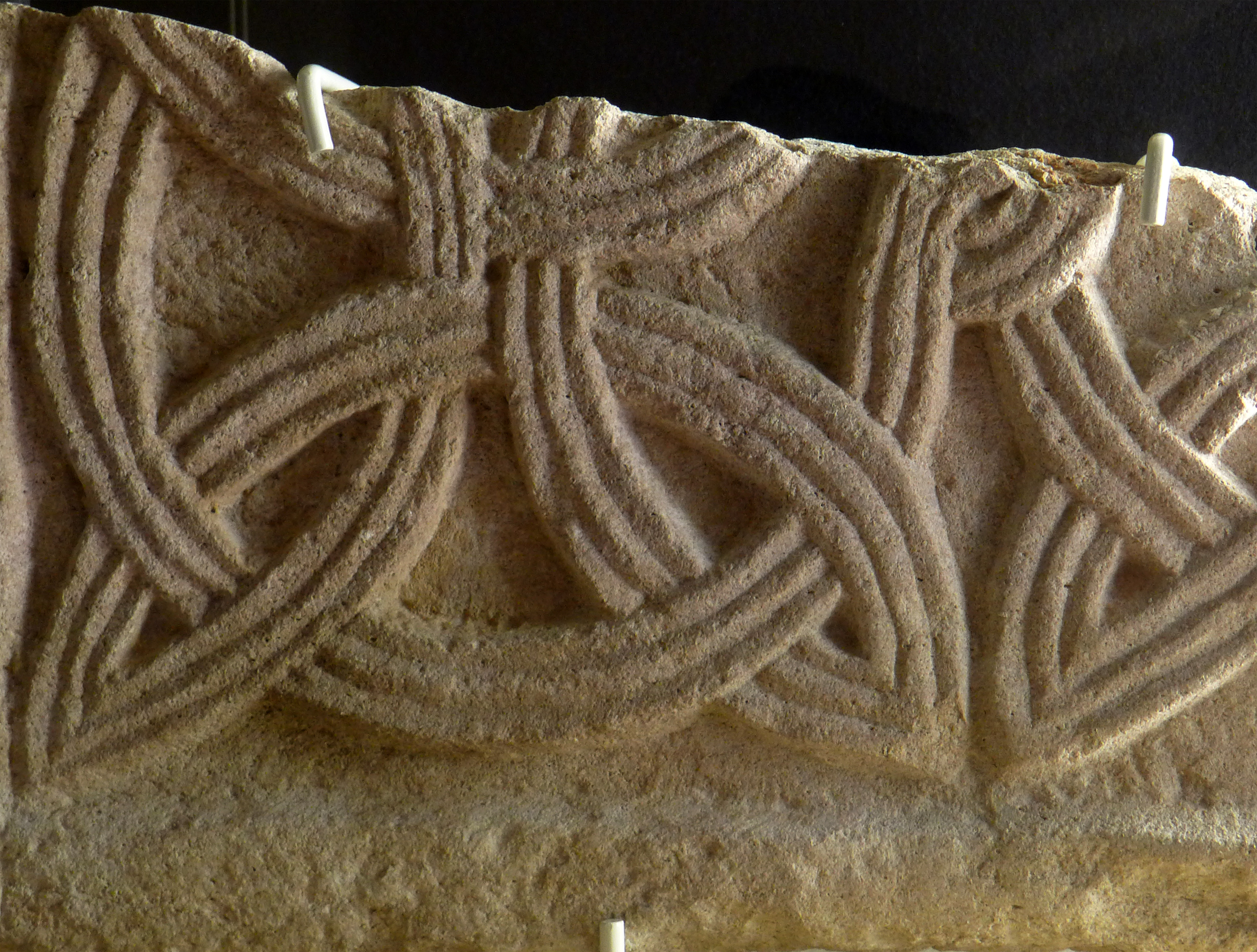
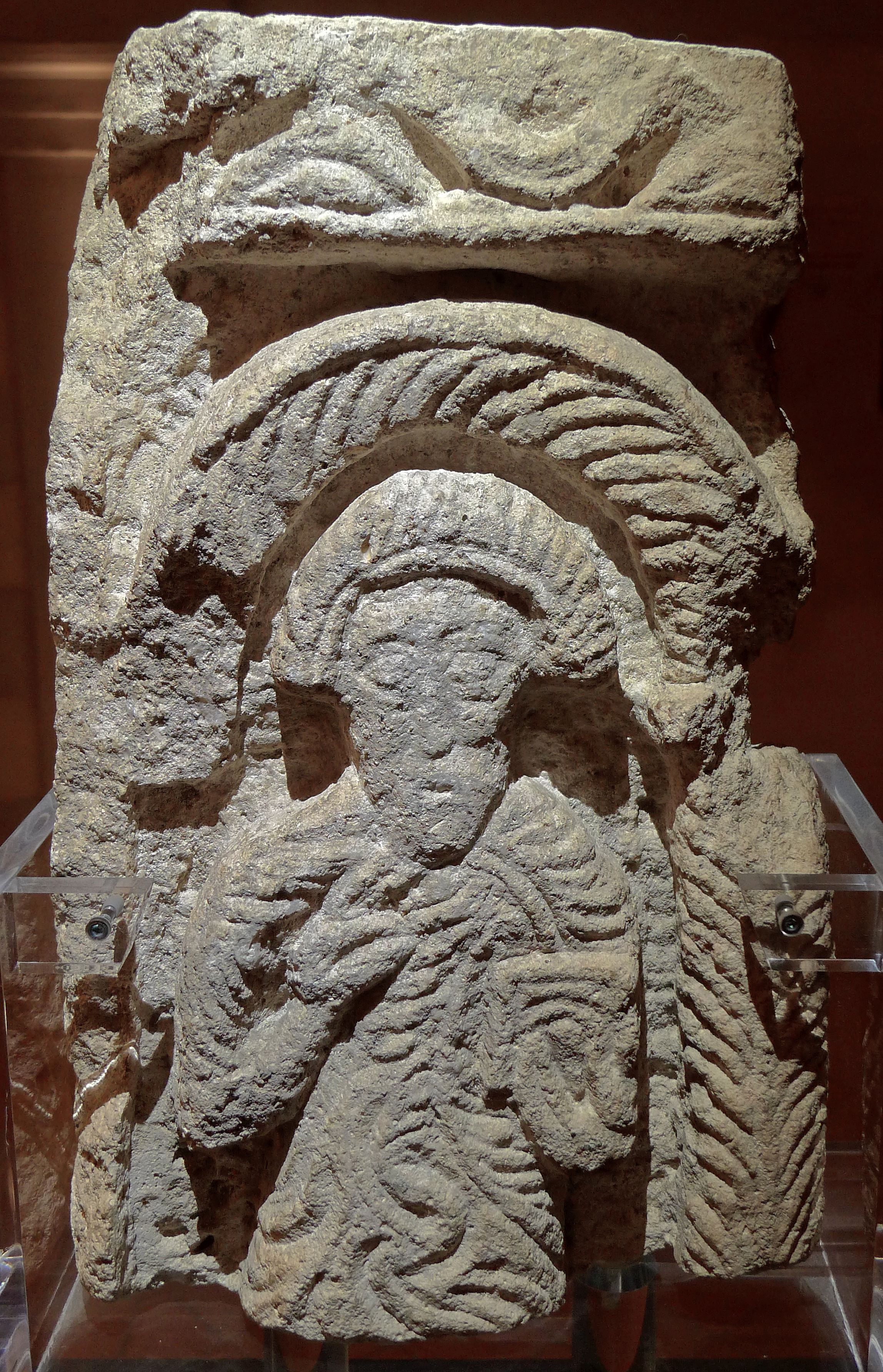
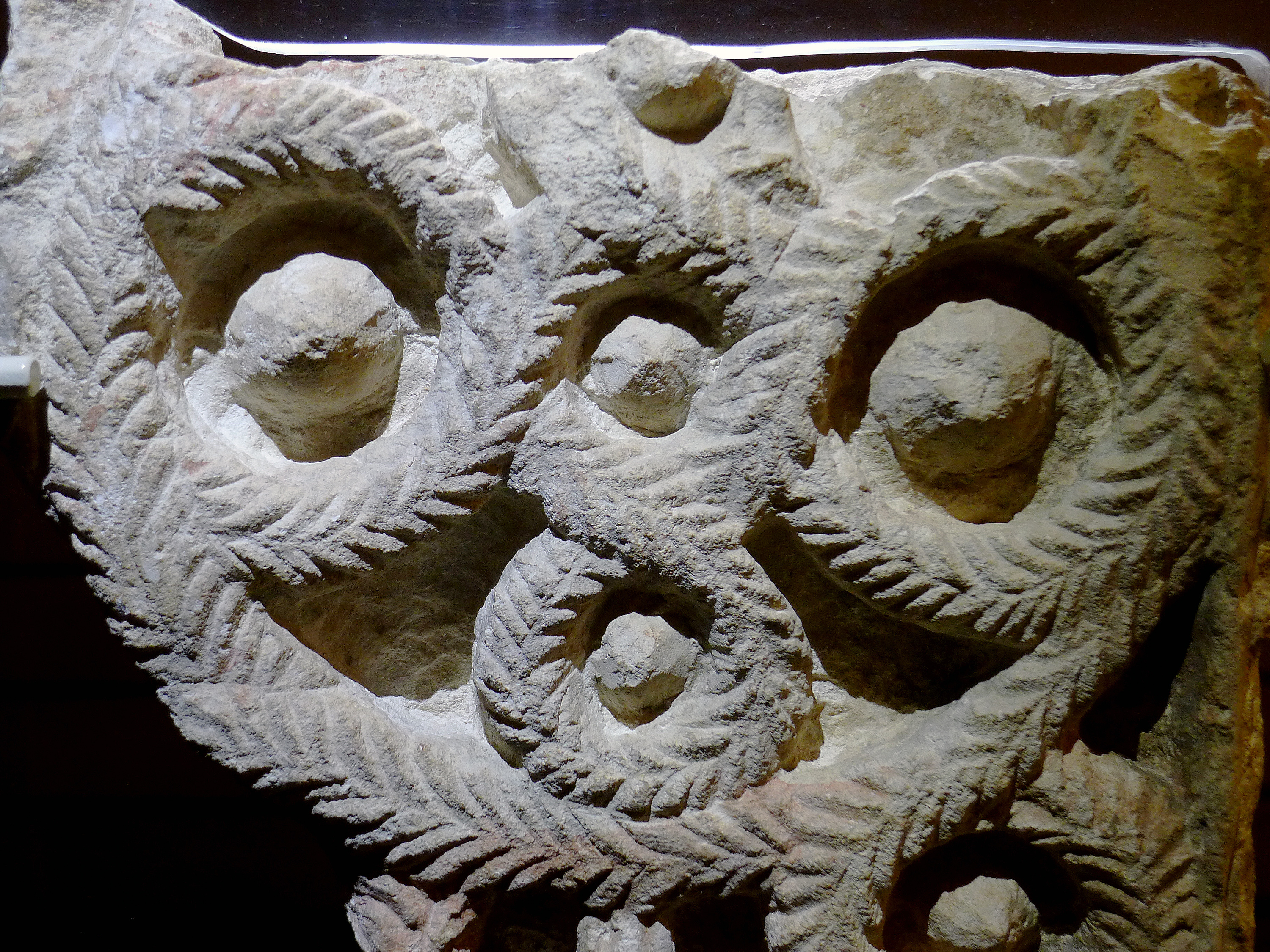
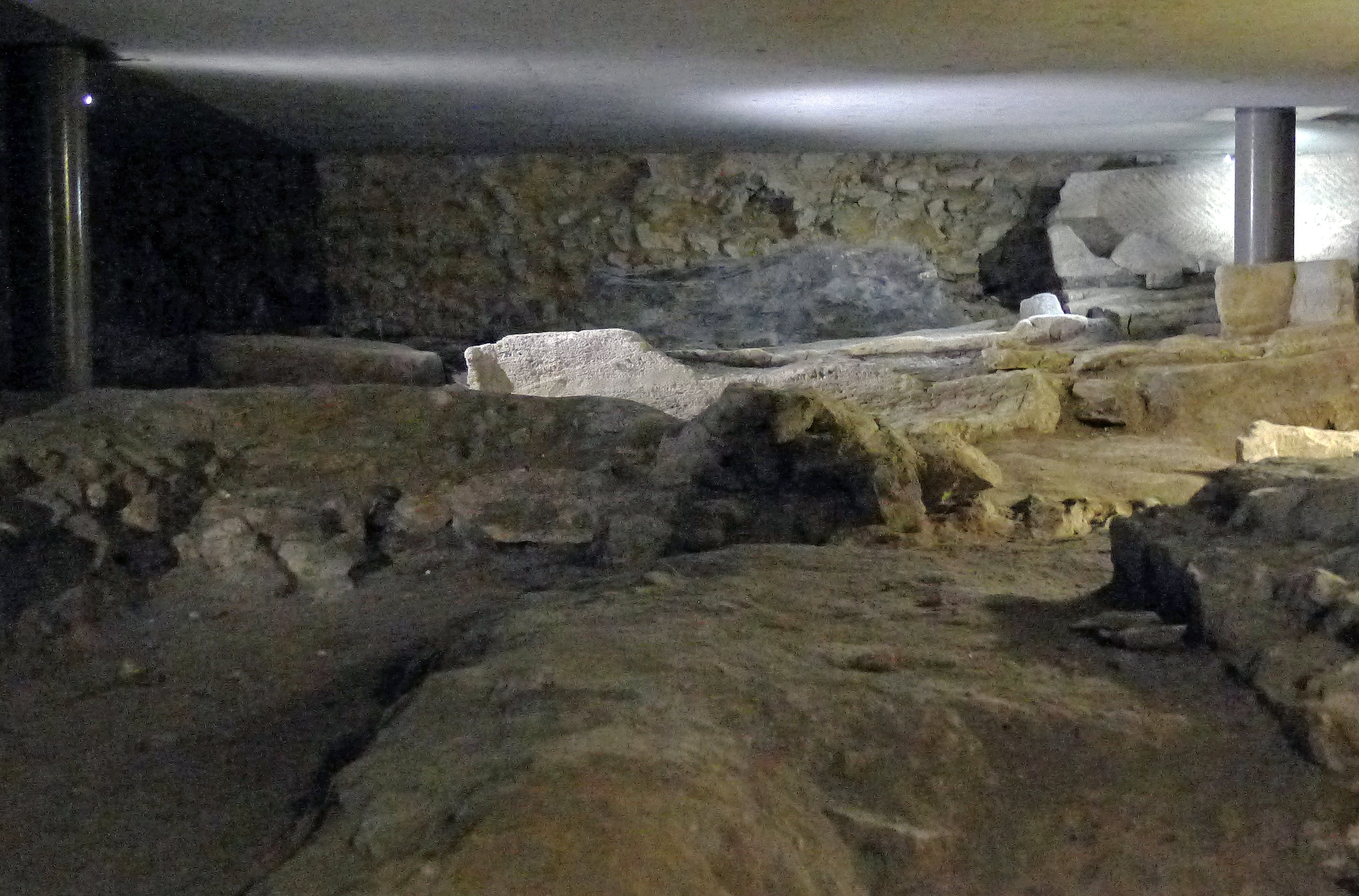
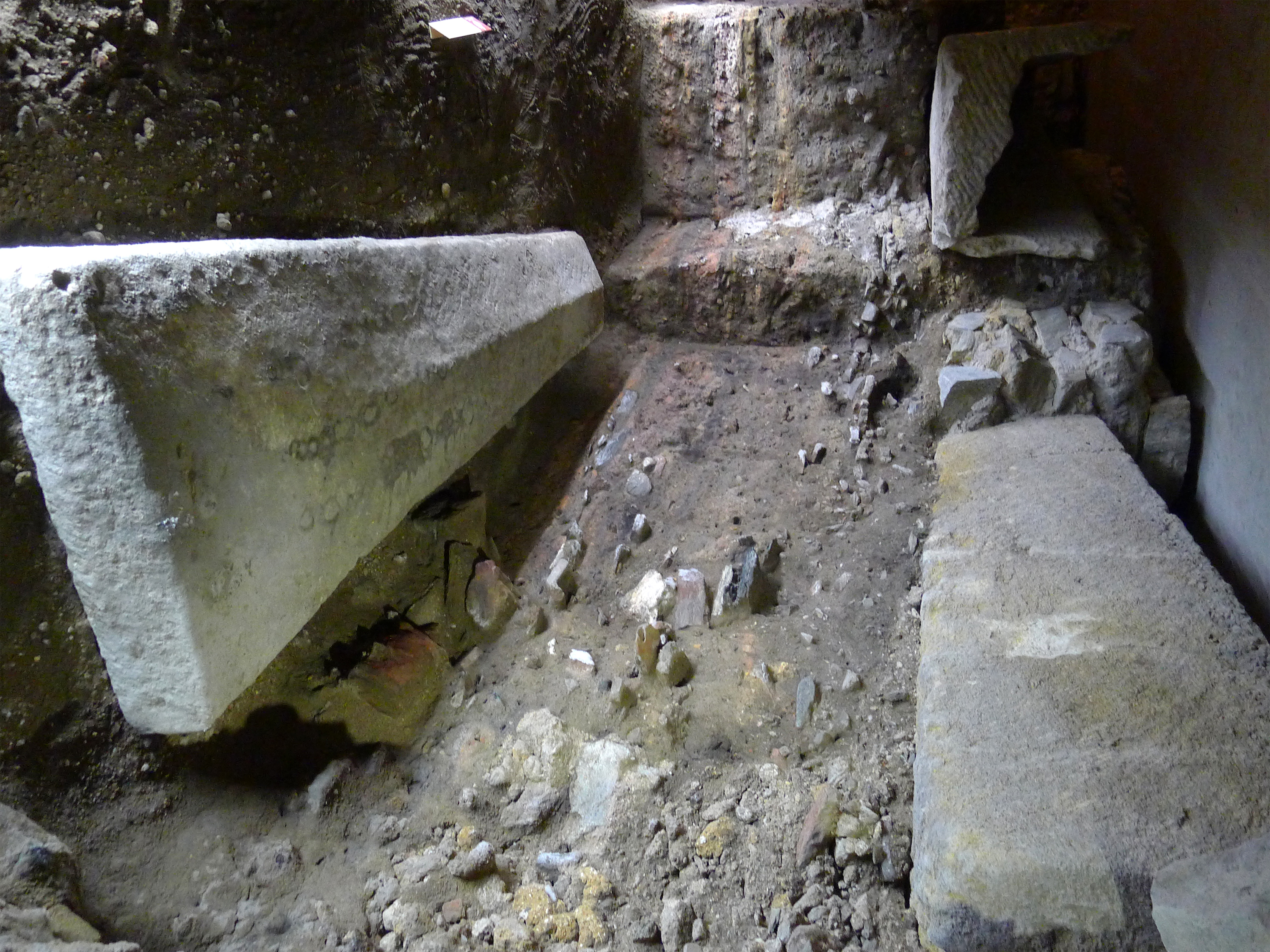
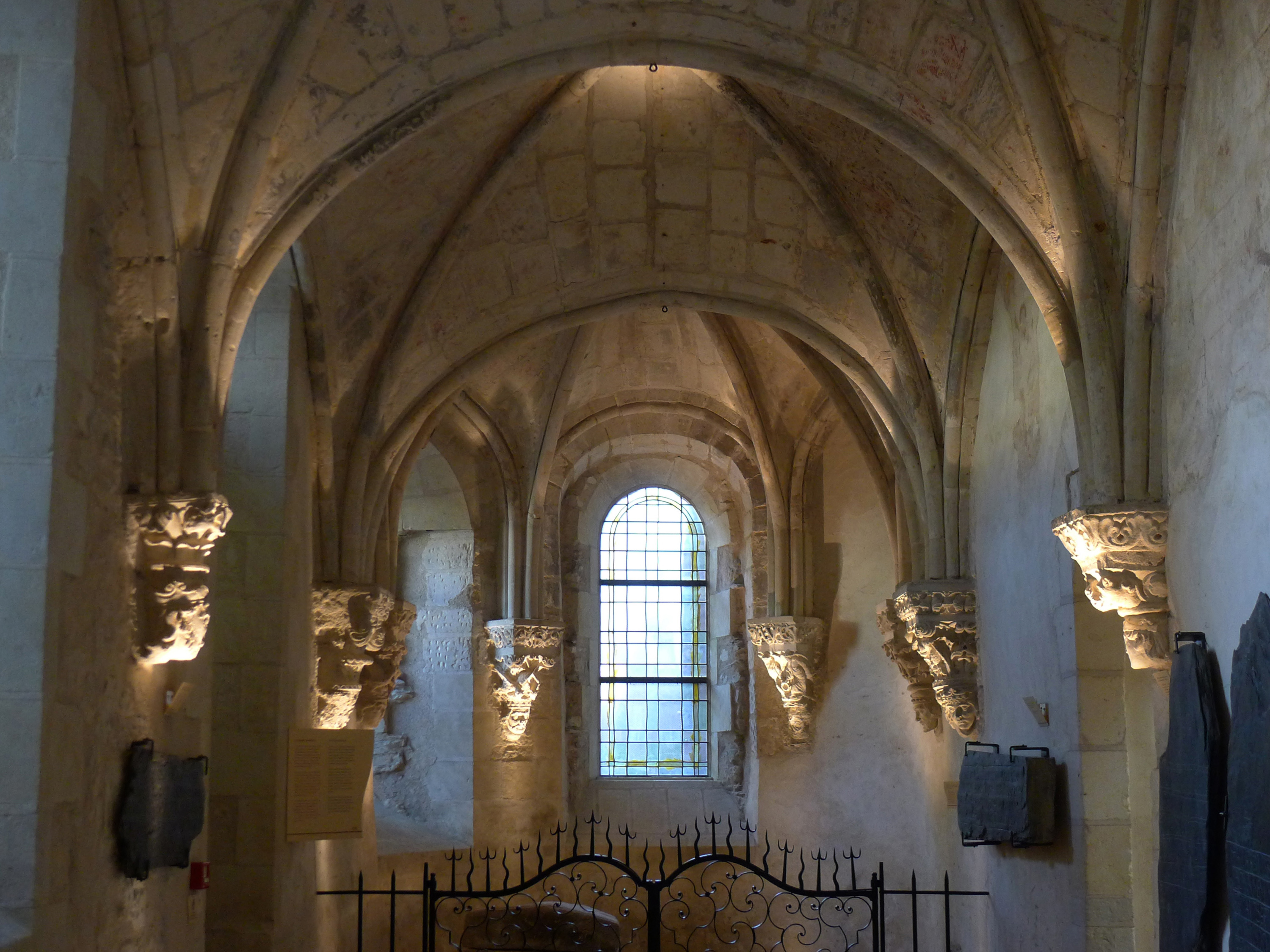
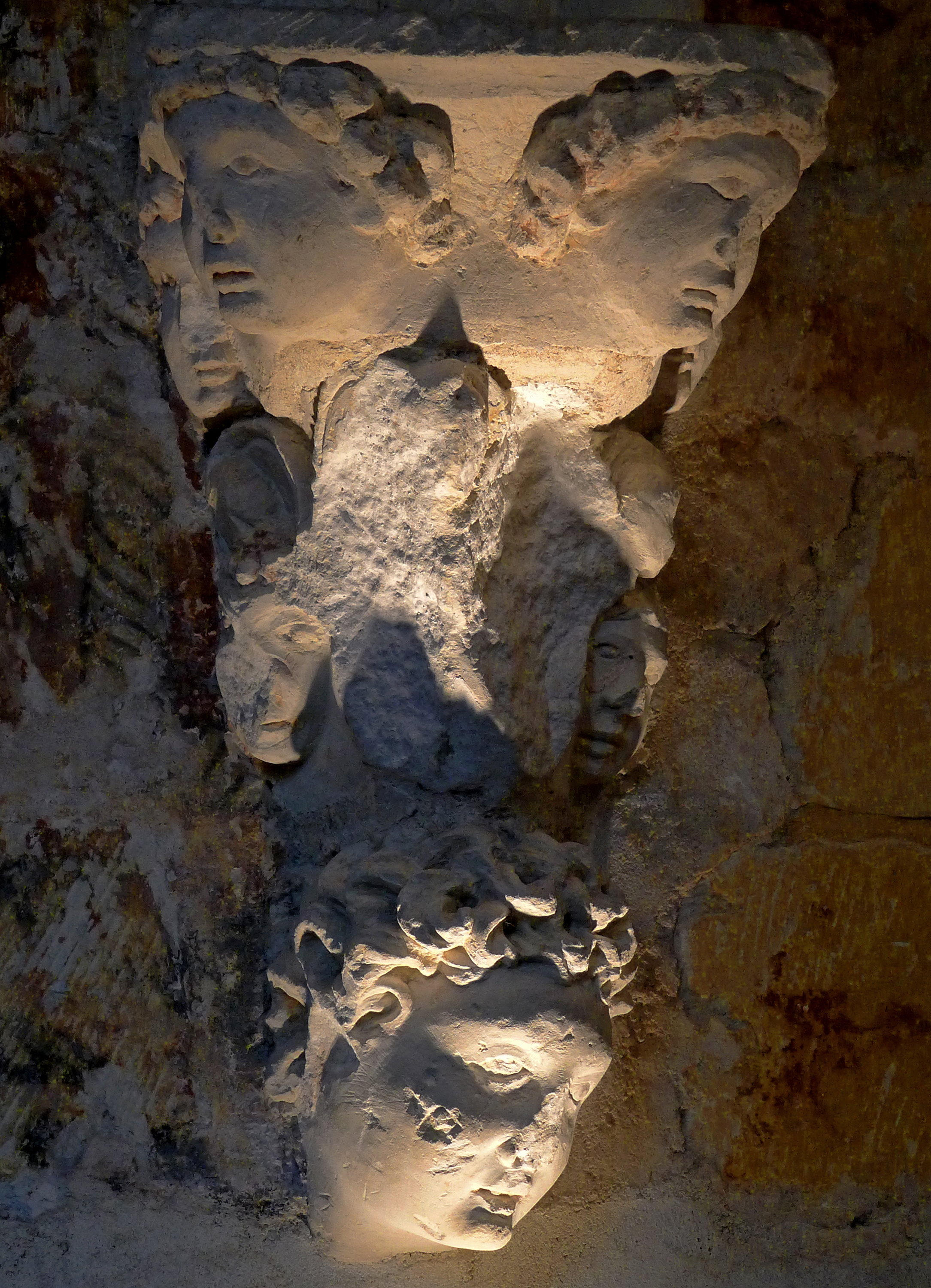
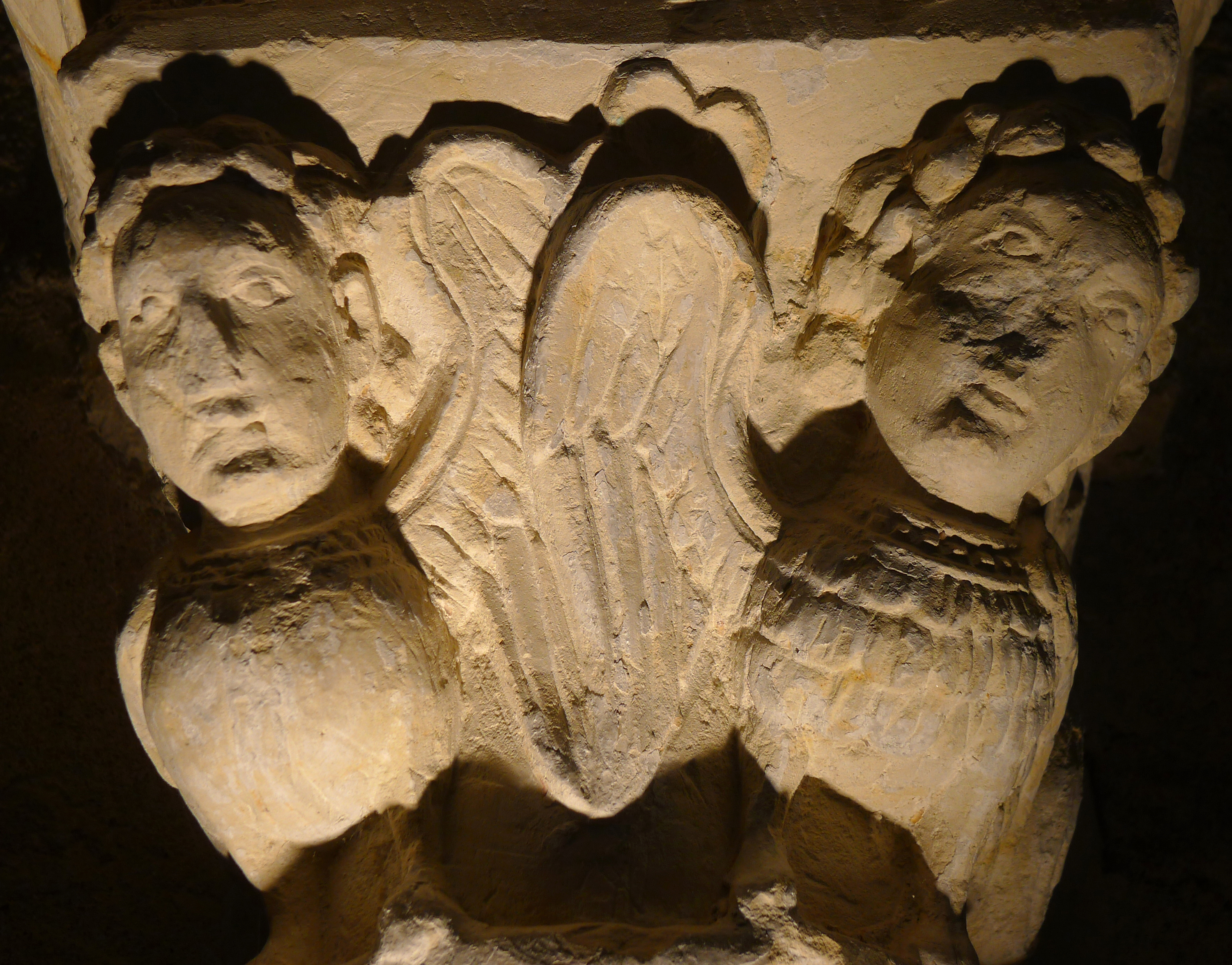
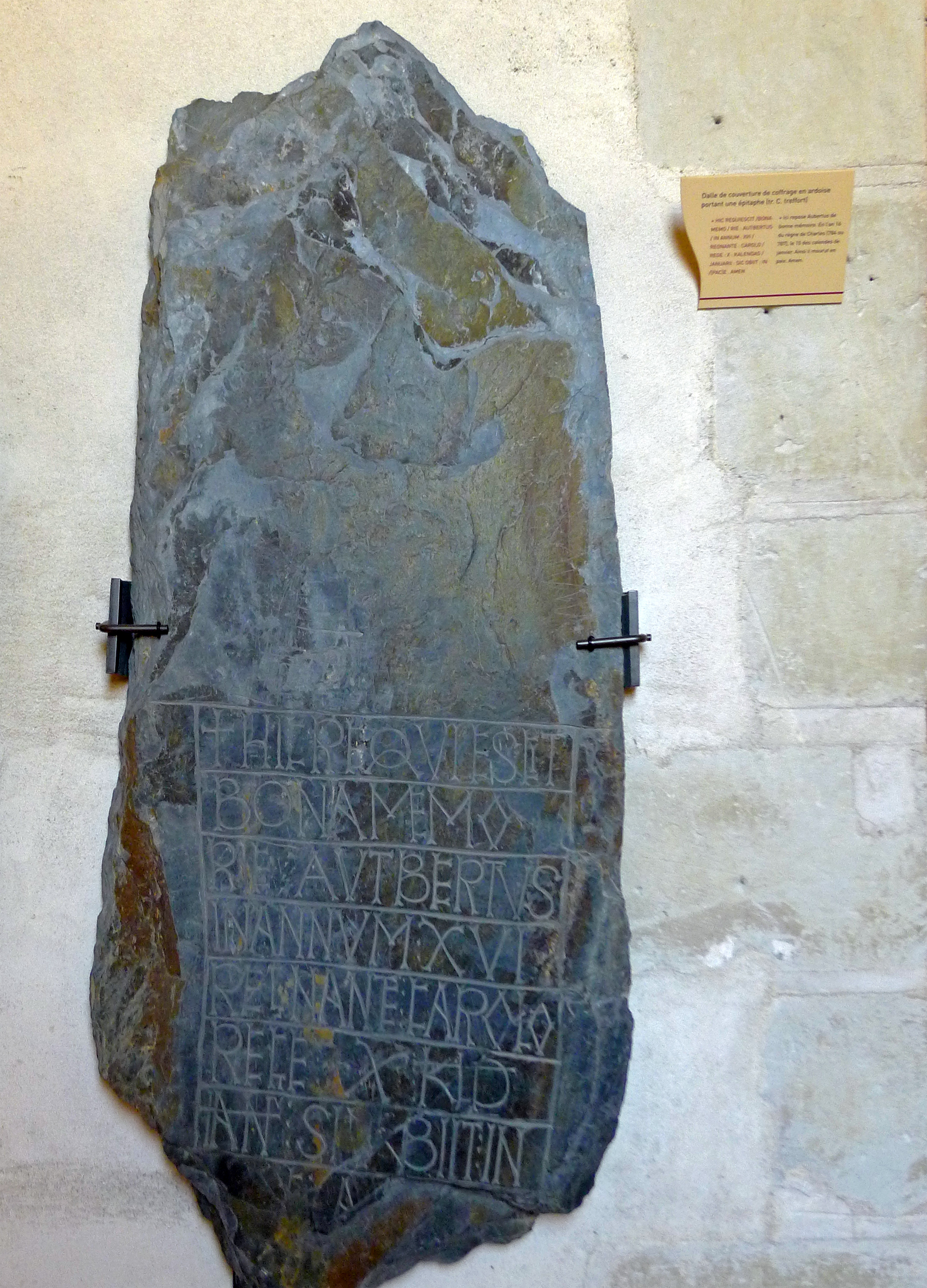
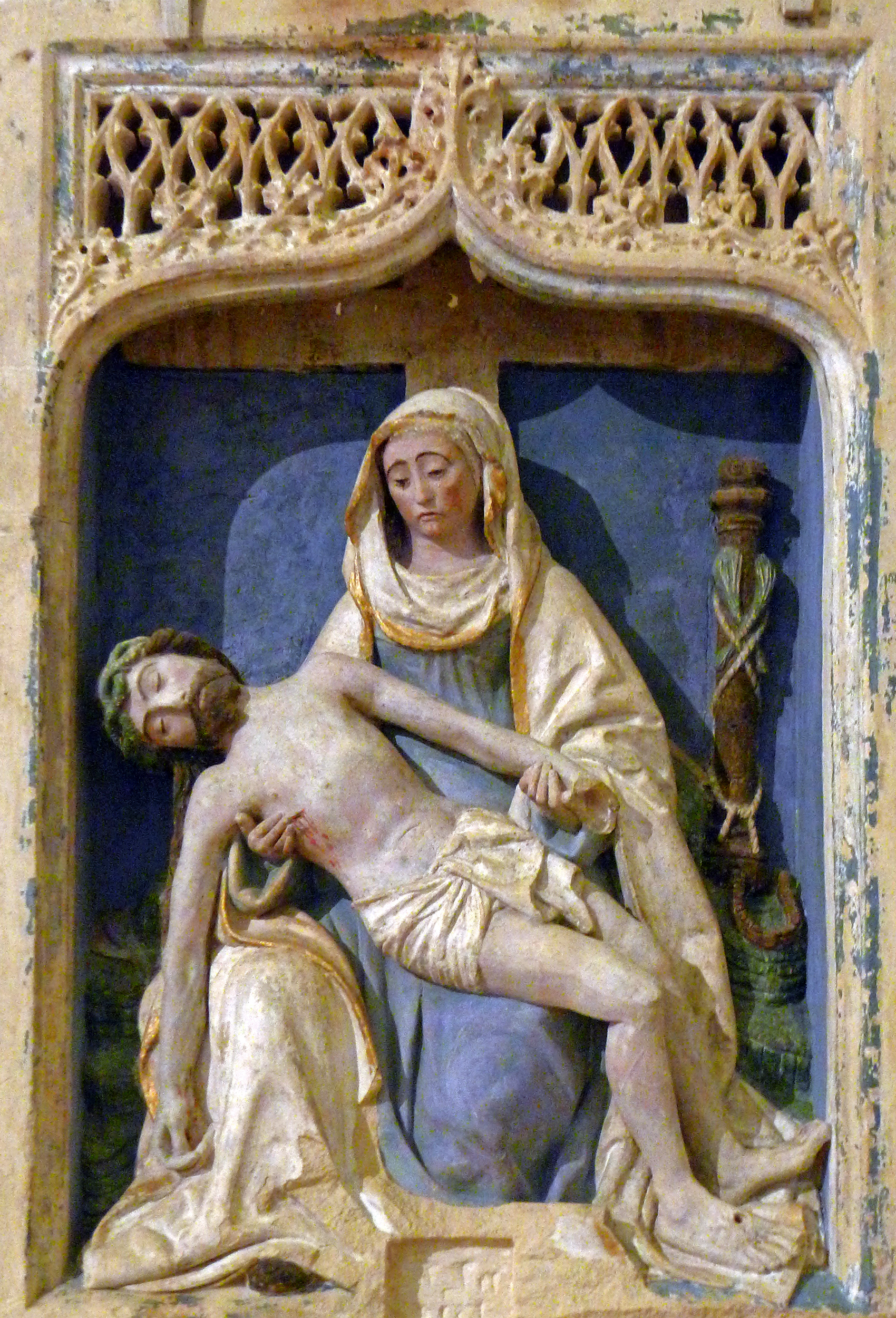
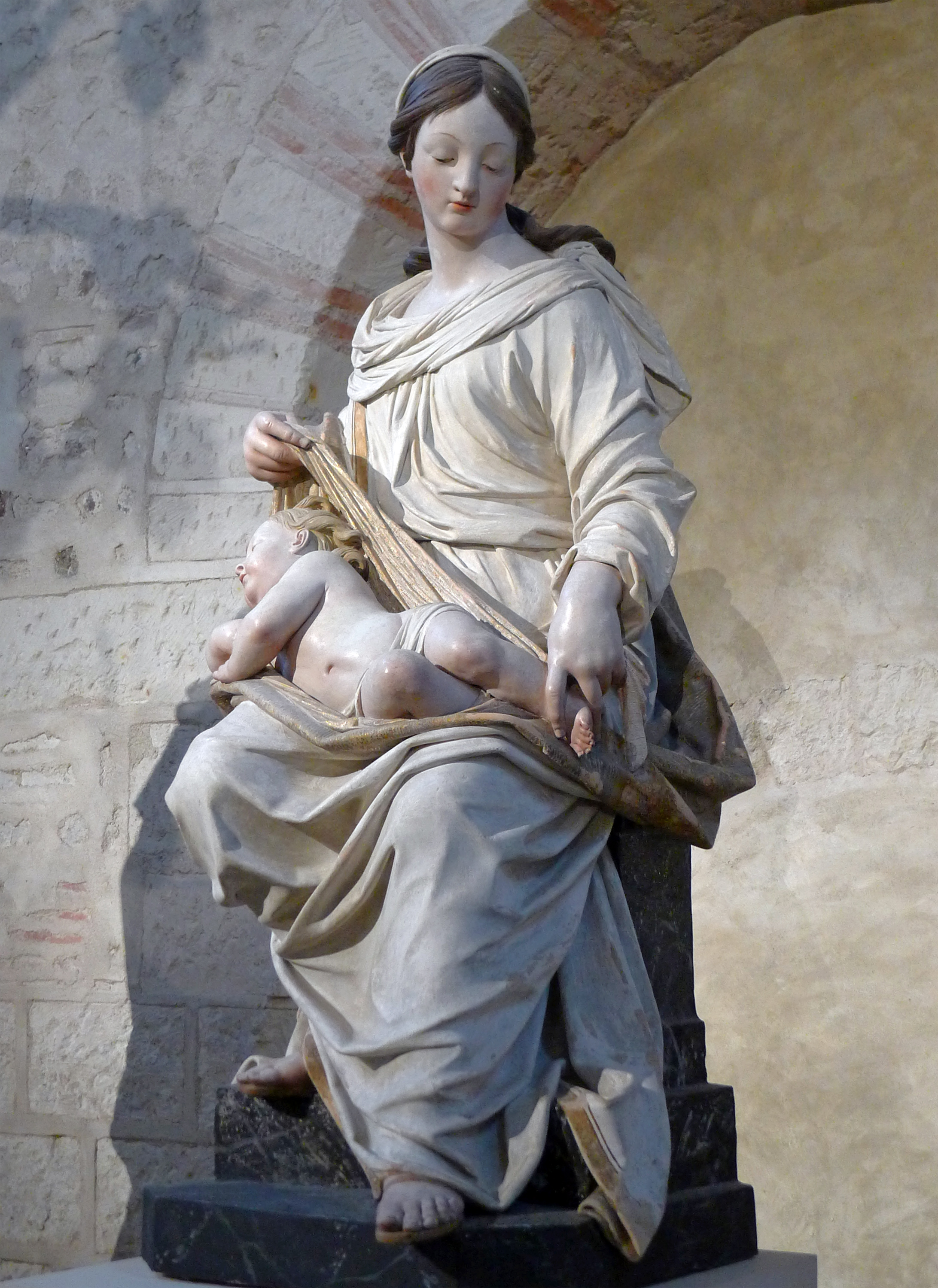
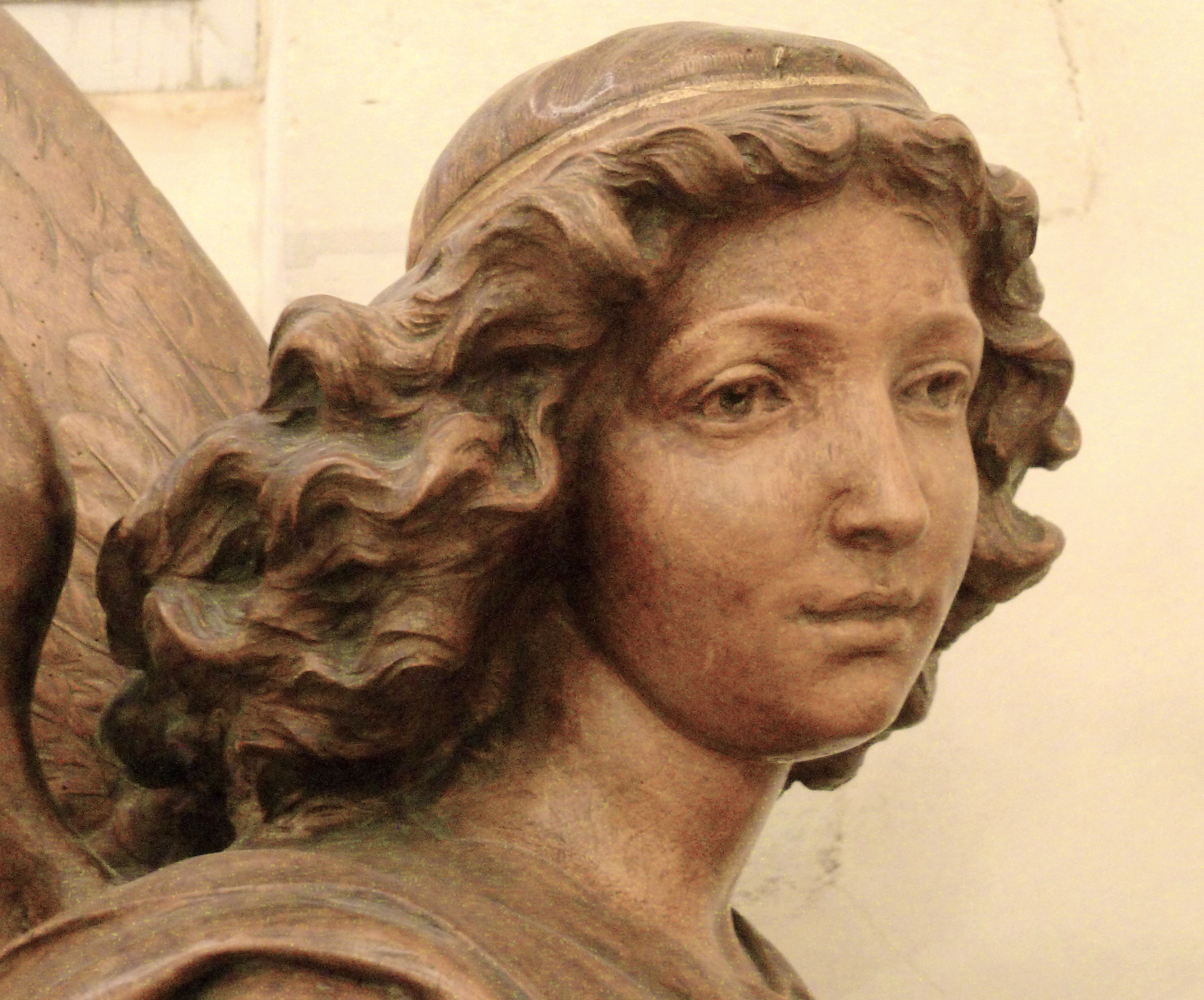
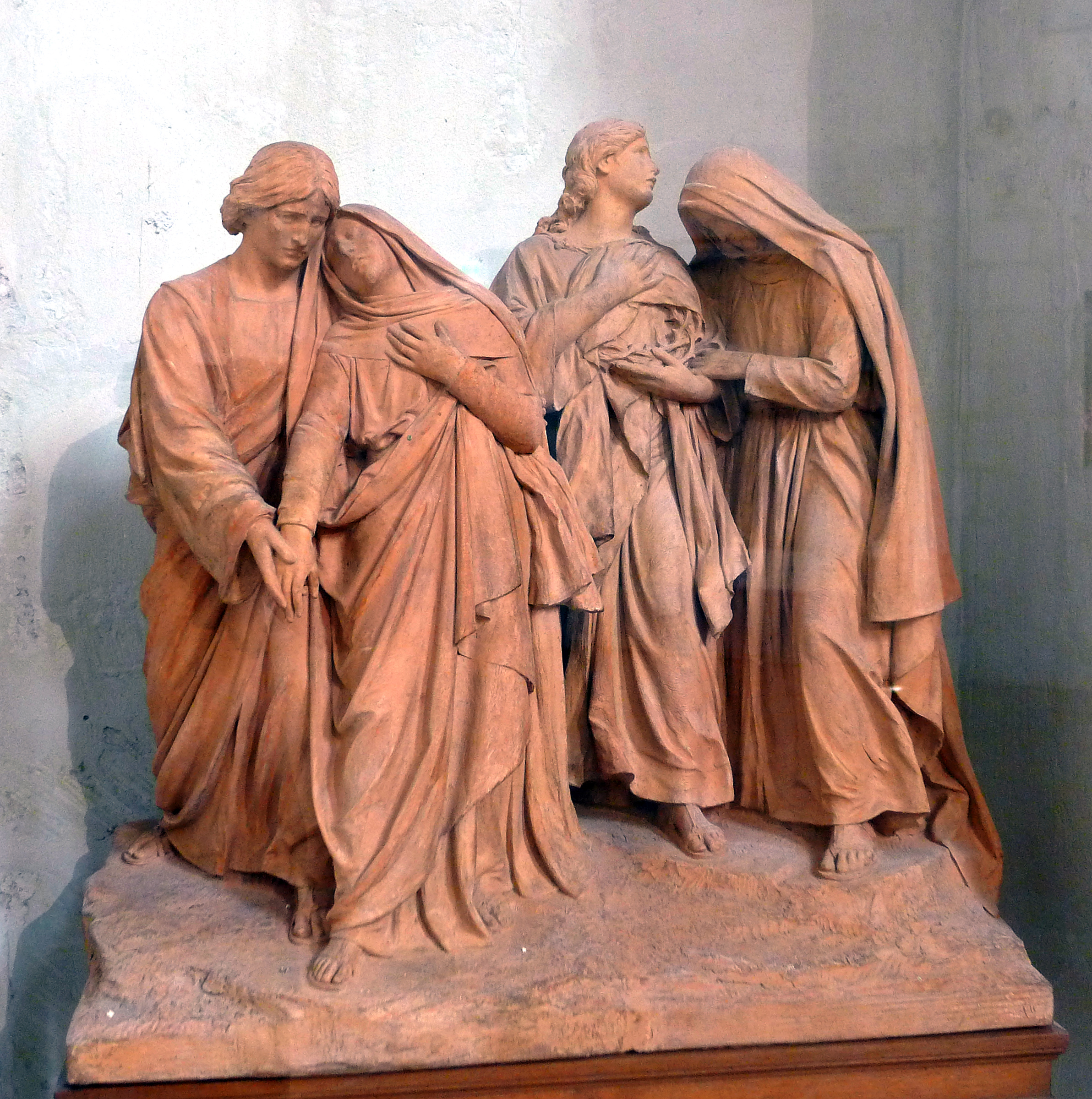

1928年，该建筑列为法国历史古迹。